# Lisbet Kolding
Lisbet Kolding (6 de abril de 1965) é uma ex-futebolista dinamarquesa que atuava como meia.

## Carreira
Lisbet Kolding representou a Seleção Dinamarquesa de Futebol Feminino, nas Olimpíadas de 1996. 